# Фовизм
Фови́зм (фр. Le fauvisme, от фр. les fauves — «дикие», «хищники») — течение в живописи французского постимпрессионизма начала XX века. Некоторые историки искусства рассматривают фовизм как искусство авангарда, исключая его из постимпрессионизма, другие — как модернизм. Классическим периодом фовизма принято считать время с 1904 по 1908 год. Наиболее важный этап приходится на 1905—1907 годы. Характерные особенности живописи фовистов — использование предельно интенсивных цветов в их контрастных сочетаниях без валёров, обобщённые контуры, сведение формы к простым очертаниям, отказ от светотеневой и тональной моделировки и сложных перспективных построений.

## Происхождение названия. Осенний салон 1905 года
В 1905 году в зале VII Осеннего салона в Париже были выставлены картины Анри Матисса, Альбера Марке, Жоржа Руо, Анри-Шарля Мангена, Андре Дерена, Мориса Вламинка, Отона Фриеза, Кеса ван Донгена, Шарля Камуана, Робера Деборна, Жюля Фландрена и Жана Пюи.
Картины отличались необычной яркостью красок, нарочитой огрублённостью формы, широкими мазками. Они оставляли у зрителя ощущение энергии и страсти. В том же зале находилась статуэтка Альбера Марке, стилизованная под искусство итальянского Возрождения и напоминающая скульптуру Донателло. Критик Луи Воксель не сдержался и бросил фразу: «Донателло среди диких» (Donatello chez les fauves). Он не имел ввиду ничего дурного, но фраза была подхвачена публикой и журналистами и на следующий день название нового течения замелькало в газетах.
Сами художники никогда не признавали этого термина и отрицали свою принадлежность кругу фовистов. «Около двух лет группа выступала совместно. Творчество фовистов основывалось не на какой-либо теоретической программе (поэтому оно не является художественным направлением), а на интуитивных устремлениях участников. Лишь позднее некоторые из художников пытались как-то объяснить свою „живописную агрессивность“, из-за которой они и получили прозвание „диких“».
Многие художники-фовисты говорили о том, что их участие в Осеннем салоне 1905 года было случайным, а их присутствие в зале VII — стечением обстоятельств. Неоднократно высказывалось наблюдение, что некоторые фовисты, в действительности, занимали маргинальное положение по отношению к течению. Например, Жорж Руо, приняв участие в Осеннем салоне, практически не участвовал в последующей деятельности группы. Его относят к представителям фовизма с некоторыми оговорками.

## Предшественники движения

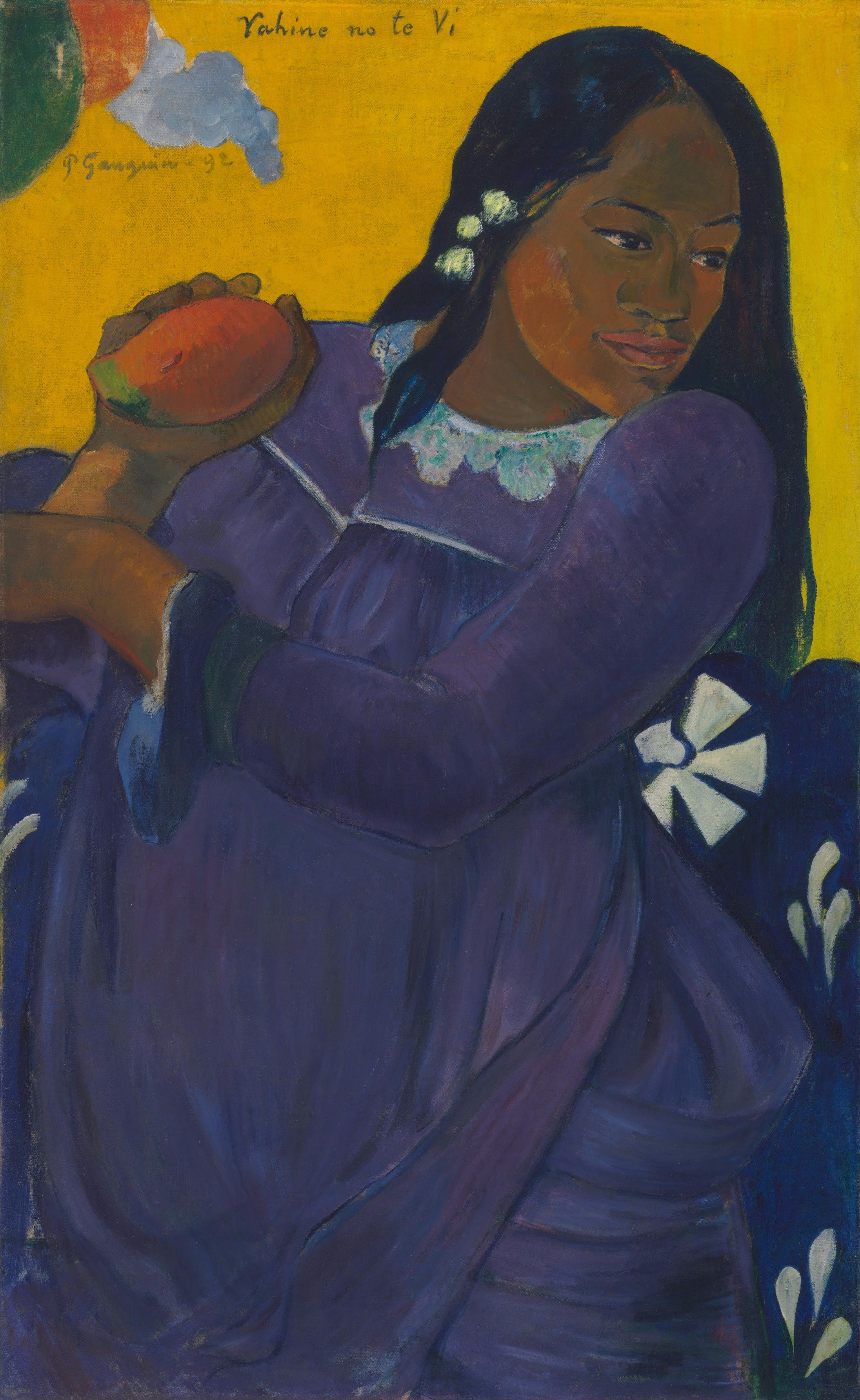
Поль Гоген. Женщина с манго. 1892. Балтиморский художественный музей

Непосредственными предшественниками фовистов можно считать ранних постимпрессионистов и в смысле хронологического соответствия, и с точки зрения художественных методов. Постимпрессионисты всех течений, включая фовизм, отдавали предпочтение субъективному восприятию цвета — в отличие от импрессионистов, которые считали важным передавать нюансы цвето-световых отношений в природе. Художественное влияние таких художников, как Ван Гог и Гоген, было связано с использованием интенсивного цвета, стилизованных контуров и уплощённого живописного пространства.
Другой ключевой фигурой для фовизма был Поль Сезанн. Особенностью его работ принято считать тектонический характер построения формы и пространства, что придавало его небольшим по размеру картинам истинную монументальность.
Возникновение фовизма также связывают с именем Гюстава Моро — художника-символиста и профессора Школы изящных искусств в Париже, в классах которого в 1890-е годы учились Анри Матисс, Альбер Марке, Жорж Руо и другие мастера. Иногда Моро называют идейным вдохновителем движения, человеком, который обозначил для своих учеников основные направления будущего движения. Интерес к чистому цвету, заданный Моро, стал отправной точкой и для фовистов.

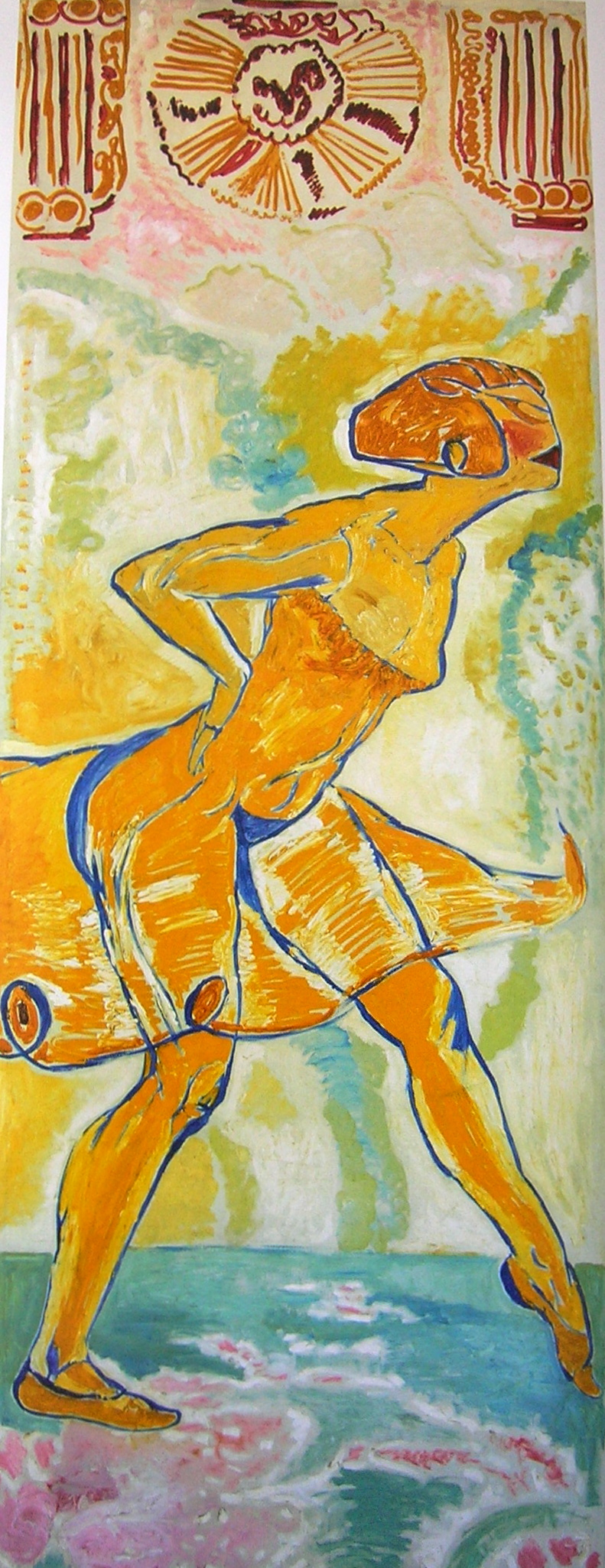
Алексис Меродак-Жанно. Жёлтая танцовщица. 1912

## Особенности и значение творческого метода фовистов
К специфическим чертам живописи фовистов относятся экспрессивность рисунка, спонтанность, стремление к эмоциональному напряжению форм. Основными качествами цветового решения стали интенсивный яркий цвет, открытые локальные тона, сопоставление контрастных цветов. «Фовизм был для нас, — говорил Дерен, — испытанием огнём… Краски становились патронами с порохом. Они буквально взрывались от света». «Мои цвета-доминанты должны были поддерживаться контрастами, — объяснял Анри Матисс, — а я их делал такими же сильными, как и доминанту. Это привело меня к работе красочными плоскостями начался фовизм». Фовисты усиливали выразительность локального цветового пятна за счёт цветных контуров и одновременного контраста дополнительных тонов: красный и зелёный, оранжевый и голубой, жёлтый и фиолетовый. В каждой паре один цвет тёплый, другой — холодный. Расположенные рядом, они значительно усиливают друг друга.
Фовизм стал своеобразной реакцией как на импрессионизм, так и на непосредственно предшествовавший этому течению пуантилизм — рациональную и педантичную живопись. Предельная простота, «открытость приёма», демонстративная энтиэстетичность в огрублении форм, мазков и контуров сближали фовизм с примитивизмом. Некоторые приёмы фовисты заимствовали из средневековых витражей, романского искусства, другие — из японской гравюры, но более всего «упрощённость письма и дерзкий, вызывающий цвет явились результатом естественной эволюции постимпрессионистического искусства: „синтетизма“ П. Гогена и его понт-авенской группы, экспрессионизма В. Ван Гога, декоративного пластицизма набидов. Эстетика искусства уже провозгласила „открытость“ приёма, оставалось лишь довести этот принцип до предела экспрессии. Примечательно, что фовизм просуществовал недолго, каждый из художников открывал далее собственные пути».
Как и импрессионисты, фовисты критически относились к общепринятой художественной системе и прежде всего — к салонной живописи. Однако, существует и спорная точка зрения, согласно которой их изобразительная стратегия опиралась на традицию классического искусства. В частности, интерес к ярким краскам можно рассматривать как «обращение к французской академической традиции, в которой краска всегда была важнейшим выразительным средством».

## История движения

#### Начало: фовизм около 1905 года

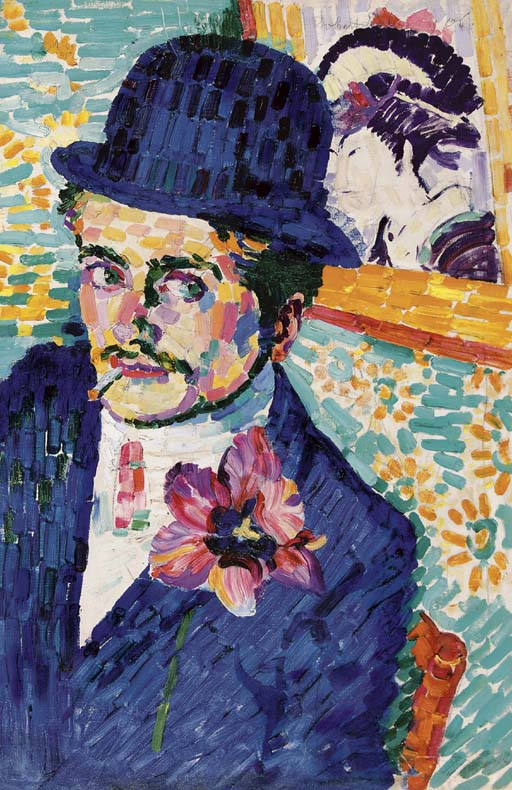
Робер Делоне. Портрет Жана Метценже, 1906. Холст, масло. Частное собрание

Одной из особенностей фовизма, помимо отсутствия программного манифеста, был дружеский характер объединения. Основу художественного течения составляли мастера, которые вместе учились или принимали участие в общих выходах на пленэр. Фовизм, во многом, был товариществом, где участников связывали не столько пункты программы, сколько дружеские отношения. Это обстоятельство можно считать важным для формирования устойчивого интеллектуального или художественного течения как такового. Матисс, Руо, Марке и Манген, фактически были одноклассниками — учениками мастерской Гюстава Моро. Вламинк и Дерен вместе ездили на этюды в Шату, Матисс и Марке поддерживали приятельские отношения в Париже, Фриез и Брак общались в Антверпене, Марке и Дюфи встречались и вместе работали в Гавре.
Несмотря на общий интерес к интенсивному цвету, который можно считать отличительной чертой фовизма, невозможно говорить об универсальном методе, положенным в основу этого движения. Работы таких мастеров как Матисс, Дерен и Вламинк часто оказываются противоположными по своим художественным решениям. В частности, отношение к цвету в работах каждого мастера было специфическим.

#### Расцвет движения: 1906 год
Своей наивысшей точки фовизм достиг в 1906 году, будучи свершившимся фактом и признанным влиятельным художественным течением. В отличие от выставки 1905 года, где фовистам была отведена маргинальная и провокационная роль, Осенний салон 1906 года стал моментом безоговорочного признания движения. Осенний салон 1906 года был посвящен фовистам и сосредоточен на их стратегии. Экспозиция самих фовистов была поддержана представительной ретроспективой Сезанна, которая, в частности, подчёркивала убедительность фовистского метода.

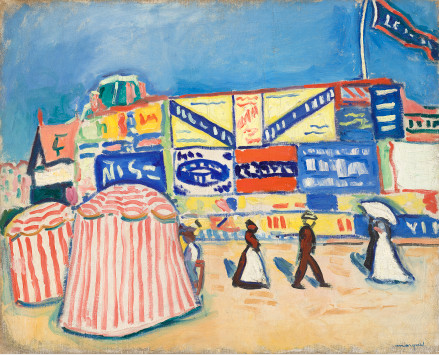
Альбер Марке. Плакаты в Трувиле. 1906. Холст, масло. Национальная галерея искусства, Вашингтон

Одной из самых успешных и положительно воспринятых публикой и критиками работ 1906 года была «лондонская серия» Андре Дерена. Идея серии, предложенная Амбруазом Волларом, заключалась в условном повторении лондонских видов, созданных художником-импрессионистом Клодом Моне. Серия Моне была написана в 1899—1904 годах, и Воллар предложил Дерену повторить её в новой манере, представленной на осеннем салоне 1905 года. К 1906 году работа Дерена была закончена и в настоящий момент считается одним из примеров классического фовизма.
Другой важной работой 1906 года можно назвать картину «Радость жизни» Анри Матисса, где органично соединены рисунок, цвет и декоративные качества изображения. Важным результатом творчества фовистов 1906 года стало признание цвета центральным элементом европейской живописи, который до того воспринимался вспомогательным и дополнительным инструментом. Лондонская серия Дерена, работы Матисса и Осенний салон 1906 года подвели своеобразный итог этого периода.

#### 1907 год и завершение движения
В 1907 году в истории фовизма начинался новый и последний этап. В этом году Пикассо пишет «Авиньонских девиц» — работу, которая даёт начало кубизму. Для фовизма эта ситуация оказывается необычной: фовисты утрачивают репутацию новоявленного радикального течения (к которой, впрочем, никогда не стремились) и оказываются мастерами, которые, скорее, опираются на классическую живописную традицию, нежели ориентируются на новое искусство: их интересуют живописные возможности цвета, классические сюжеты и буржуазные городские темы. Тем не менее, фовизм и кубизм остаются близкими по характеру течениями, где сходные устремления лишь выражаются разными средствами.
Некоторые художники (например, такие как Жорж Брак) работают и в фовистской, и в кубистической манере. В 1907 году к кубизму обращается Андре Дерен, что, фактически, приводит к распаду фовизма. В 1908 году происходят ещё два важных события: Матисс публикует программный текст «Заметки художника» и открывает свою «Академию», где он учит молодых художников, опираясь на принципы классической живописи.
Фактически, после 1908 года движение распадается. Тем не менее, творческий метод фовизма «формирует художественный ландшафт» на протяжении всей первой половины XX века, сохраняя свою ключевую формообразующую позицию. Многие художественные направления, развивавшиеся в рамках классического модернизма, генетически связаны с фовизмом и несут на себе его отпечаток.
Выразительные возможности цвета использовались многими художниками — прежде всего экспрессионистами. Поэтому фовизм иногда рассматривают как французскую версию экспрессионизма, обращая внимание на безусловное сходство творческих методов экспрессионизма и фовизма. По масштабности своего воздействия, фактически приведшего к обновлению искусства живописи, фовизм можно считать одним из самых влиятельных художественных течений XX века.

## Основные представители фовизма

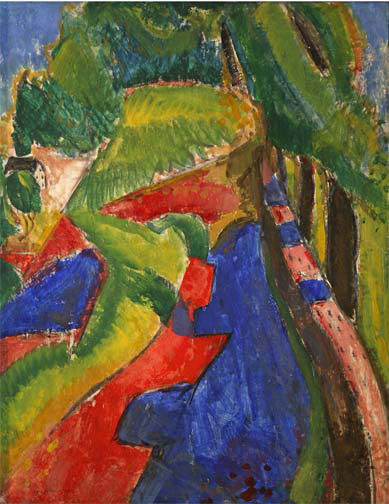
Альфред Морер. Фовистский пейзаж в красных и синих тонах, 1908. Дерево, масло

Фовизм объединяет представителей трёх основных групп, которые использовали сходные художественные приёмы и которых можно рассматривать как участников единого течения.
- Ученики мастерской Гюстава Моро: Анри Матисс, Альбер Марке, Шарль Камуан, Жан Пюи и Анри Манген.
- Представители Группы Шату: Андре Дерен и Морис Вламинк.
- Гаврская группа: Отон Фриез, Рауль Дюфи и Жорж Брак (последний также считается одним из важнейших представителей кубизма).

Подавляющее большинство художников-фовистов отрицало свою принадлежность течению. Тем не менее идеологическими лидерами направления, связанного скорее с художественным методом, нежели с формальной принадлежностью, можно назвать Анри Матисса, Андре Дерена и Мориса Вламинка; их обычно называют центральными представителями движения.
- Жоржетта Агутт
- Жорж Брак
- Луи Вальта
- Морис де Вламинк
- Анри Дерен
- Кеес ван Донген
- Виктор Дюпон
- Рауль Дюфи
- Шарль Камуан
- Анри Манген
- Морис Марино
- Альбер Марке
- Анри Матисс
- Жан Метценже
- Жан Пюи
- Жорж Руо
- Отон Фриез
- Огюст Шабо
- Анри Эвенепул
- Этьен Террюс

## Фовизм и Матисс
Для формирования фовизма фигура Матисса играла ключевую роль. Матисс никогда не претендовал на главенствующее положение и не считал себя лидером движения, но именно его художественный метод определил рамки будущего стиля. Для Матисса период «диких» был лишь одним из эпизодов его творческой биографии. Тем не менее, в работах разных лет фовистское видение оставалось формообразующими. В различные периоды своего творчества — от ранних до поздних — Матисс использовал те принципы, которые составляли основу художественного метода фовистов.
Несмотря на то, что фовистские приёмы использовались многими художниками, именно Матисс создал новый стандарт изображения — декоративного полотна, где ключевая роль отведена не линии, а цветовому пятну. Благодаря Матиссу и в результате широкого использования нового художественного метода в живописи, цветовая плоскость стала главным художественным инструментом в искусстве XX столетия.

## Фовизм и проблема цвета

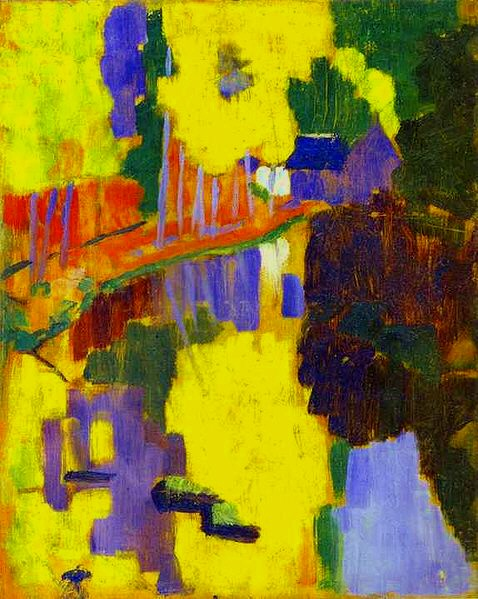
Поль Серюзье. Талисман. 1888. Музей Орсе. Цвет был важной составляющей французской живописи начиная ещё с эпохи постимпрессионистов.

В живописи фовистов цвет стал не только основным выразительным, но и важным техническим элементом. Художники-фовисты говорили о высвобождении цвета — именно его они считали главным живописным инструментом. Цвет был не только механизмом передачи эмоционального напряжения, но и важным техническим средством: с его помощью, например, решалась проблема перспективы. На многих картинах Матисса перспектива складывается за счет градации синего цвета. Фовисты вернули в живопись чёрный цвет: они использовали чёрный контур для отделения цветовых пятен друг от друга. Чёрный формировал плоскость и задавал очертания предметов, придавая им телесную плотность и устойчивость.
Основная проблема, связанная с феноменом цвета у фовистов — использование сходных приёмов представителями других художественных течений XX века, например, экспрессионистами. Интенсивный, активный, яркий и выразительный цвет не был особенностью исключительно фовистской живописи — этот прием использовали представители и экспрессионизма, и футуризма. Тем не менее, именно фовисты сделали цвет автономным выразительным средством, развивая его как самостоятельный художественный приём. Цветовые решения в живописи фовистов имеют свои особенности: оттенки в их работах в меньшей степени подвержены дробному делению и чаще складываются в масштабные протяжённые поверхности (Матисс, Танец и Музыка, 1905; Дерен Пейзажи в Кассисе,1907), цвет редко распадается на мелкие фрагменты (как это бывает у экспрессионистов) и редко образует абстрактные динамические композиции (сравним — Кандинский). Цвет у фовистов открыт, но не импульсивен (как у экспрессионистов) и часто используется для создания классических тем или сюжетов буржуазного толка.

## Фовизм и традиция классической живописи
Центральный вопрос, связанный с изучением фовизма — его отношение к классической традиции. С одной стороны, многое созданное Матиссом, Дереном, Марке шло вразрез с классическими изобразительными принципами. Начиная с эпохи Возрождения, цвет был, скорее, дополнением к рисунку, нежели полноправным участником живописной формы. Леонардо, Рафаэль, Дюрер исходили из привилегии линии, который лишь дополняла краска.
Фовисты предложили и новый цветовой приём, и нестандартную композиционную систему, которые противостояли принципам классической картины. В частности, изображение не поддерживало канонические композиционные формы, а покрывало весь холст целиком — как, например, в поздней картине Рауля Дюфи «Регата в Каусе» 1934 года.
В то же время, фовизм как художественный метод сохранил множество классических элементов. Изначально, фовизм оперировал категорией цвета — параметром бесспорно живописным. Фовизм претендовал на то, чтобы создать новый язык живописи, а не новую форму искусства: художественная идея фовизма оказалась подчинена изобразительным принципам, а не требованиям художественного сопротивления (как это будет в «Авиньонских девицах» Пикассо).
Чаще и последовательнее других художественных течений фовисты обращались к античным темам или историческим сюжетам. Это направление, в частности, заметно в работах Матисса («Радость жизни», 1906; «Танец», 1910; «Музыка», 1910). Фовисты обращались к классическим сюжетам и элементам чаще, нежели обычно принято думать. Марке и Дерен использовали в своих работах принципы академической композиции. Фрагменты и мотивы классических изображений последовательно использовал Анри Матисс. В частности, фигуры «Танца» (1910) предположительно считают повторением силуэтов краснофигурной вазописи или рассматривают как реплику работы Кранаха «Золотой век» (1530). Также как фигуры «Радости жизни» считают парафразом картины Агостино Карраччи «Взаимная любовь» (1589—1595) и повторением классического академического рисунка.

## Экспрессионизм и фовизм

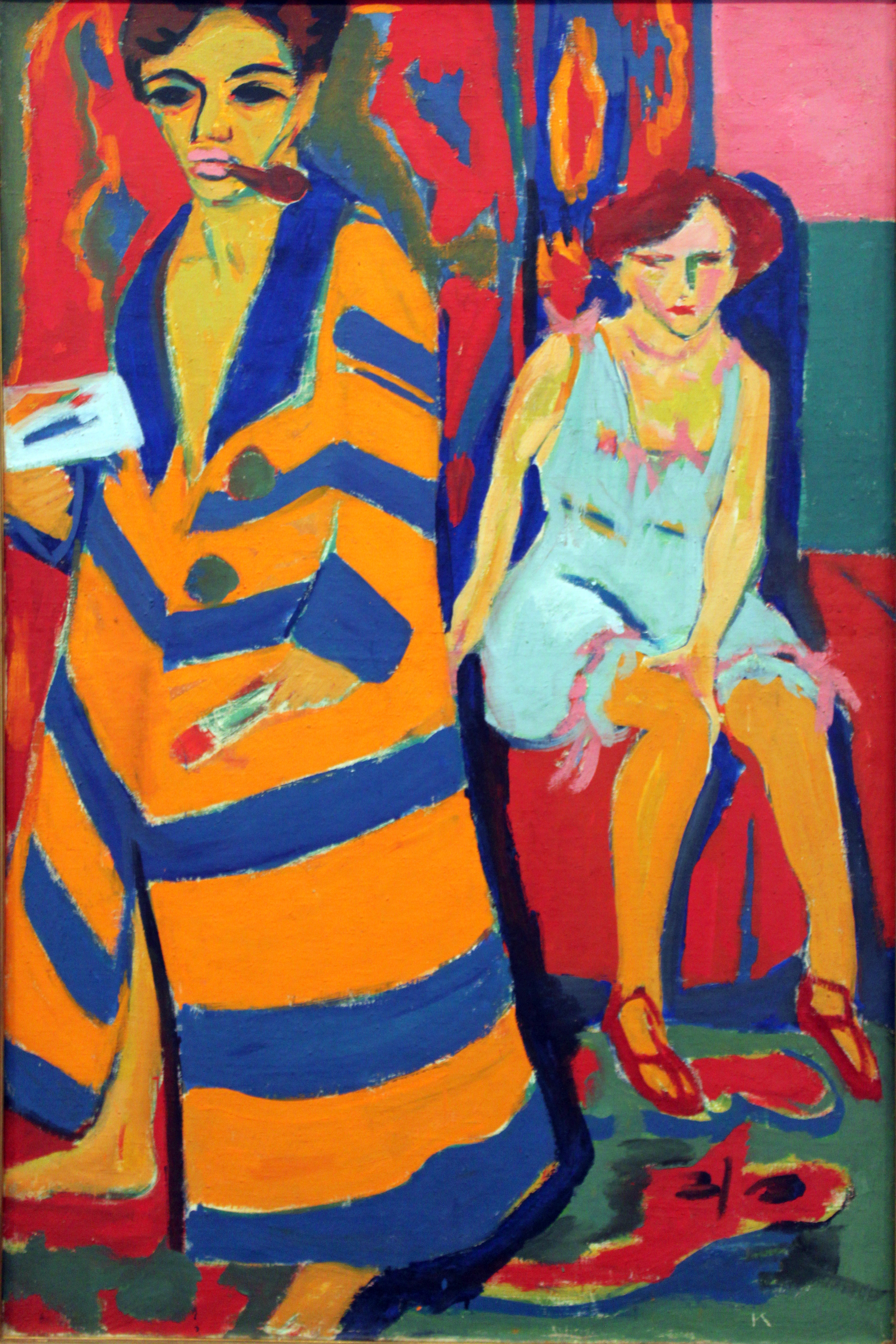
Эрнст Людвиг Кирхнер. Автопортрет с моделью. 1910. Кунстхалле, Гамбург. Использование интенсивного яркого цвета остаётся основанием для сравнения экспрессионизма и фовизма.

Одной из проблем изучения фовизма является не только его положение в художественной системе XX века, но и соотношение с другими художественными течениями, в частности — с экспрессионизмом. Возможность рассматривать экспрессионизм и фовизм единым художественным явлением остается предметом обсуждения. С одной стороны, оба течения обладают автономными художественными программами и не могут безоговорочно рассматриваться как единое движение. С другой — и экспрессионизм, и фовизм используют сходные изобразительные методы и живописные приёмы. Это даёт основания рассматривать оба движения в рамках единой художественной программы.
Основное направление исследований — сравнение французского фовизма и дрезденской группы «Мост». Оба направления возникли в 1905 году, оба исходили из преимущества яркого цвета и возможности с его помощью формировать эмоциональную и смысловую основу произведения. В 1909 году по приглашению Макса Пехштейна участником экспрессионистической группы «Мост» стал фовист Кес ван Донген. Он принимал участие в выставках группы в Дрездене.
С французским фовизмом были связаны и участники группы «Синий всадник» Василий Кандинский и Алексей Явленский, поддерживавшие дружеские отношения с Анри Матиссом; под влиянием последнего возникли фовистские работы Кандинского и Явленского. В 1908 году Матисс приезжал к Кандинскому в Мюнхен, в 1910 году визит был повторен. Взаимодействие экспрессионизма и фовизма было последовательным устойчивым явлением.
Противники этого сопоставления обращают внимание на очевидное различие живописных программ и различное содержание работ. Экспрессионизм был обращением к живописи северных школ (Эдвард Мунк), радикальным идеям (Ницше и Кьеркегор), к образам страшного, тревожного и пугающего («Крик» Э. Мунка, 1893—1910). Фовизм, напротив, тяготел к классическим сюжетам («Роскошь, покой и наслаждение» А. Матисса, 1904) и буржуазным темам («Пляж в Сент-Андресс» А. Марке, 1906).
В работах фовистов и экспрессионистов несколько расходится и понимание цвета. Для экспрессионистов цвет — символическая и мифологическая категория. Его связывают с теорией цвета Гёте, он возникает как показатель эмоционального кризиса и социального слома. Для фовистов краска — живописная категория, визуальный и декоративный приём. В этом смысле фовисты продолжают классическую изобразительную традицию и, одновременно, дают начало декоративной живописи XX века.

## Последователи и влияние

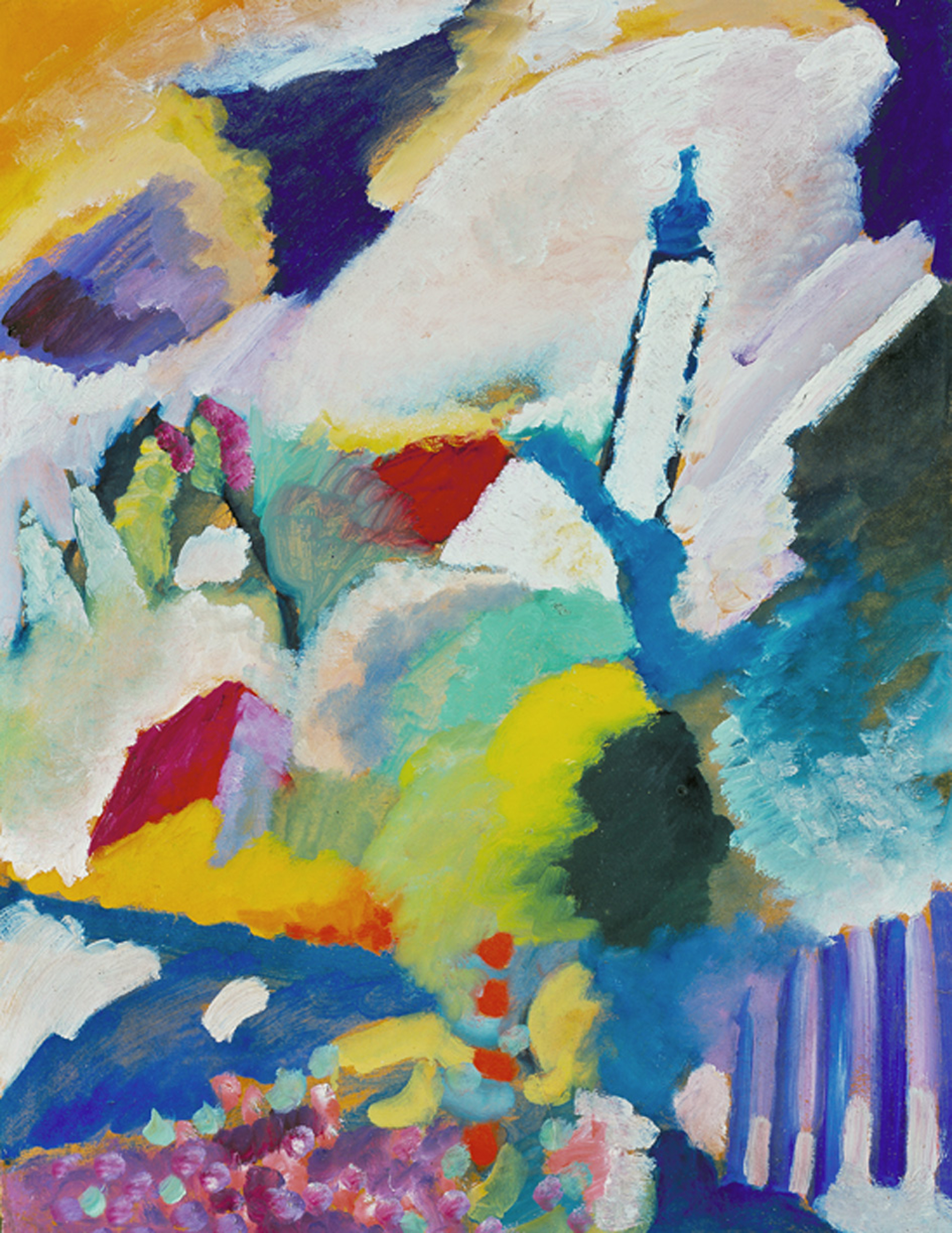
Василий Кандинский. Церковь в Мурнау. 1910. Галерея Ленбаххаус, Мюнхен

Несмотря на относительную краткость своего существования, фовизм оказался одним из самых влиятельных движений XX века. Отчасти устойчивость фовизма связана с использованием его изобразительных принципов участниками группы после формального распада движения. Художественные методы фовизма дали о себе знать во многих течениях XX столетия: экспрессионизм, футуризм, кубизм, арт-деко, абстрактная живопись, интернациональный стиль и так далее. Влияние фовизма прослеживают в работах Василия Кандинского, Казимира Малевича, Алексея Явленского, Фернана Леже, Робера Делоне и многих других. Вплоть до настоящего момента живописная стратегия фовистов остаётся влиятельным художественным методом (например, Питер Дойг).
Важным итогом фовизма было не только появление новых живописных приёмов, но и преобразование классической стратегии искусства. Фовизм стал одним из первых художественных движений, которое обозначило возможность периферийного и субъективного взгляда центральной темой искусства. Фовизм привёл к утверждению цвета как основной живописной категории. Фовизм способствовал безусловному признанию декоративного начала живописи. Он обозначил аффективное напряжение базовой художественной формой и главной ценностью картины — этот принцип стал основой понимания художественной системы и живописного произведения на протяжении всего XX века.